# Tendayi Darikwa
Tendayi David Darikwa (Nottingham, 13 de dezembro de 1991) é um futebolista zimbabuano nascido no Reino Unido que atua como lateral-direito no Lincoln City.

## Carreira
Entre 2010 e 2015, Darikwa jogou pelo Chesterfield, onde iniciou sua carreira. Durante esse tempo, ele foi emprestado ao Barrow e ao Hinckley United.[carece de fontes?] Em 30 de julho de 2015, Darikwa assinou um contrato de três anos com o Burnley. Em 26 de julho de 2017, ele assinou um contrato de quatro anos com o Nottingham Forest.
Em 11 de janeiro de 2021, Darikwa foi contratado pelo Wigan.

## Títulos
Wigan
- League One: 2021–22[5]

Burnley
- Championship: 2015–16[5]

Chesterfield
- EFL Trophy: 2011–12[5]
- League Two: 2013–14[5]